# ترين شميت
ترين شميت (بالدنماركية: Trine Schmidt)‏ مواليد 3 يونيو 1988 في كوبنهاغن، هي متسابقة دانمركية. شاركت في دورة الألعاب الأولمبية الصيفية.

## الميداليات
| الميدالية | المسابقة                               |
| --------- | -------------------------------------- |
| فضية      | بطولة العالم للدراجات على المضمار 2008 |

## وصلات خارجية
- الموقع الرسمي

## روابط خارجية
- ترين شميت على موقع الاتحاد الدولي للدراجات (الإنجليزية)
- ترين شميت على موقع أرشيف الدراجات (الإنجليزية)
- ترين شميت على موقع إحصائيات الدراجات الإحترافية (الإنجليزية)
- ترين شميت على موقع نسبة الدراجات (الإنجليزية)
- ترين شميت على موقع أوليمبيديا (الإنجليزية)